# Inessiv
Inessiv är ett kasus i bland annat finskan. Det är ett så kallat lokalkasus; det vill säga det används för att uttrycka någontings placering i rummet. I svenskan uttrycks inessivrelationen vanligtvis genom att prepositionen "i" ställs framför det aktuella ordet. 
"Bil" heter på finska "auto" och "i bilen" heter "autossa". I språk som bara har ett lokalkasus kallas det ofta lokativ även om det bara fyller funktioner som motsvarar den finska inessivens.

## Inessivändelser i olika språk
Finska: -ssa, -ssä

Estniska: -s

Ungerska: -ban, -ben

Sydsamiska: Sing:-sne, -isnie, Pl:-ine, -inie

## Finska
Utöver "befintlighet i" kan kasus inessiv i finska även användas i betydelsen direkt beröring, den tid inom vilket något sker, eller ämnet av vilket något är betäckt och dylikt.
Exempel:
- Befintlighet i: talossa — i huset
- Direkt beröring eller fastsittande: Onko sinulla hattu päässä — Har du hatten på dig ("i huvudet")?[3]
- Tid: Luin kirjan tunnissa — Jag läste boken på en timme[3]
- Tillstånd (täckt av): Nenä oli veressä — Näsan var blodig ("i blod") [3]